# Косьмідри (Сілезьке воєводство)
Косьмідри (пол. Kośmidry, нім. Koschmieder) — село в Польщі, у гміні Павонкув Люблінецького повіту Сілезького воєводства.
Населення — 691 особа (2011).
У 1975-1998 роках село належало до Ченстоховського воєводства.

## Демографія
Демографічна структура станом на 31 березня 2011 року:
|          | Загалом | Допрацездатний вік | Працездатний вік | Постпрацездатний вік |
| -------- | ------- | ------------------ | ---------------- | -------------------- |
| Чоловіки | 341     | 71                 | 228              | 42                   |
| Жінки    | 350     | 64                 | 217              | 69                   |
| Разом    | 691     | 135                | 445              | 111                  |